# Trinchesia caerulea
Espèce
Trinchesia caerulea, anciennement Cuthona caerulea, est une espèce de mollusques nudibranches de la famille des Trinchesiidae.

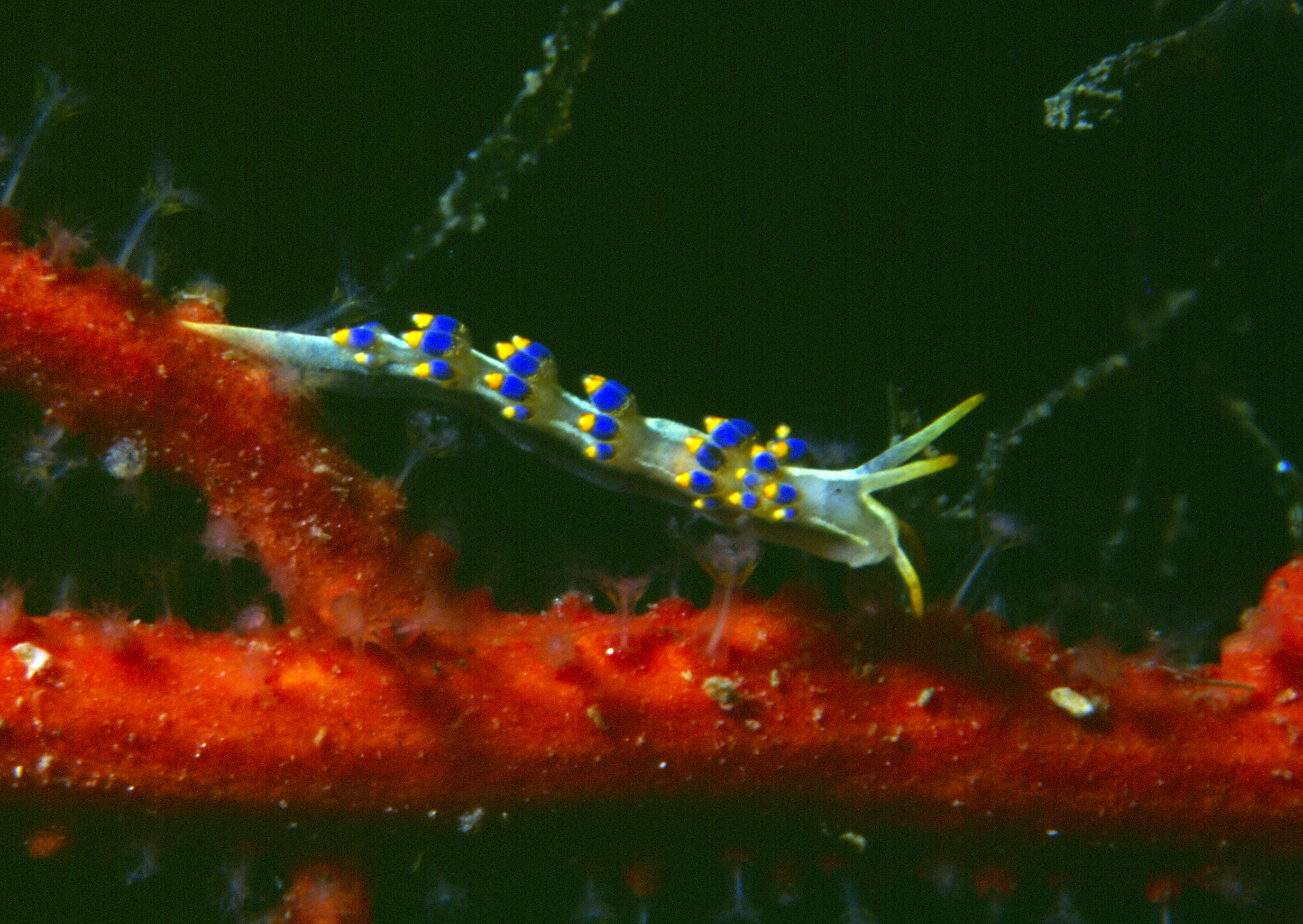
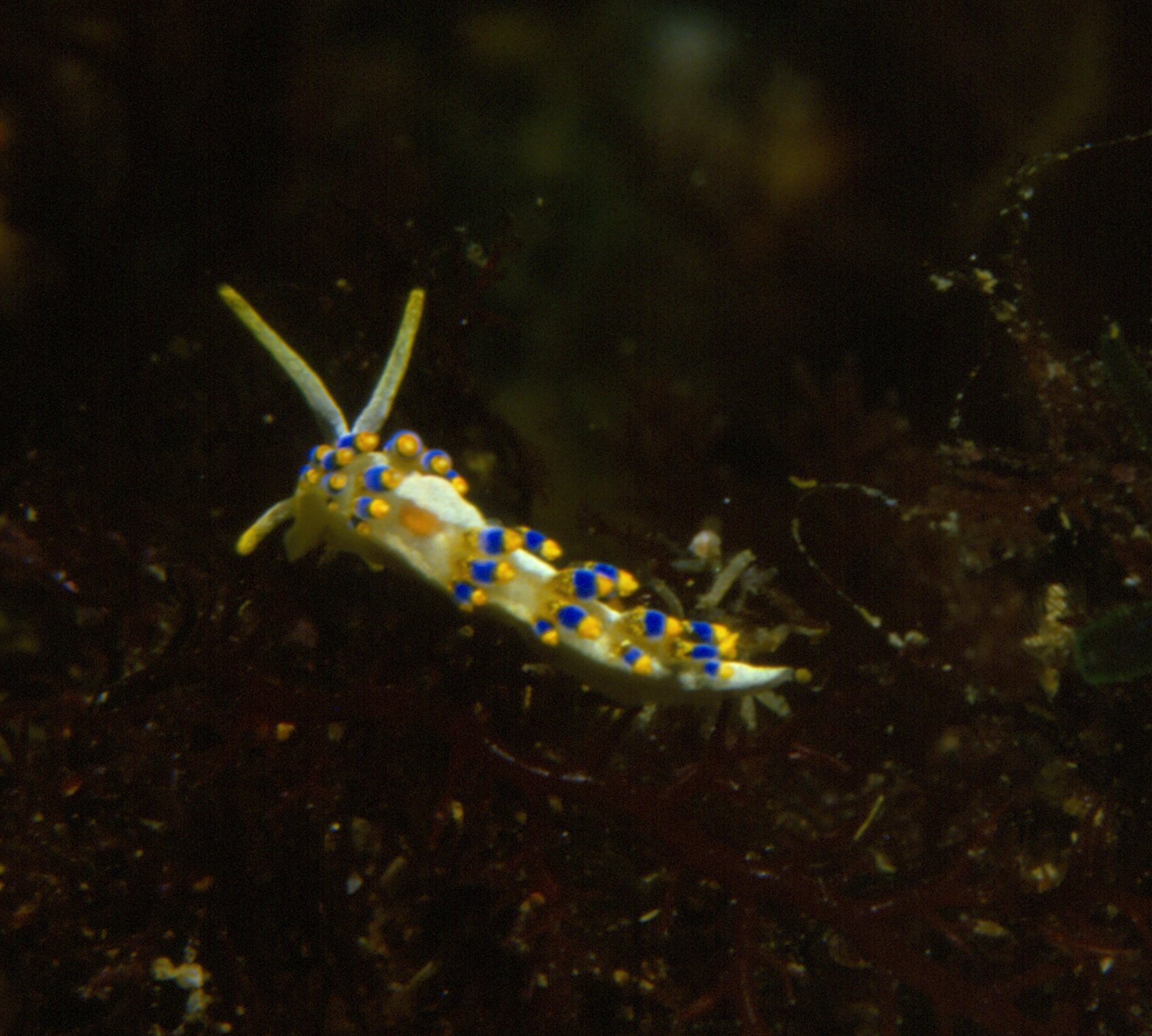